# Василевка (Гуровская сельская община)
Васи́левка (укр. Василівка) — село в Гуровской сельской общине Кропивницкого района Кировоградской области Украины.
До 2020 года входило в Долинский район
Население по переписи 2001 года составляло 745 человек. Почтовый индекс — 28511. Телефонный код — 5234. Занимает площадь 3,114 км². Код КОАТУУ — 3521981901.